# Schioppettino
Le schioppettino est un cépage italien de raisins noirs.

## Origine et répartition géographique
Le cépage Schioppettino provient probablement de la région Frioul-Vénétie Julienne.
Il est classé cépage d'appoint en DOC Colli Orientali del Friuli et Friuli Isonzo. Il est classé recommandé dans la province d'Udine et autorisé pour celle de Gorizia. En 1998, sa culture couvrait une superficie de 49 hectares principalement près de Prepotto et Albana.
En Australie le cépage est un peu cultivé. Aux États-Unis, John Holdredge du Russian River Valley, dans le Comté de Sonoma, l'a introduit en Californie.

## Caractères ampélographiques
- Extrémité du jeune rameau cotonneux blanc.
- Jeunes feuilles duveteuses.
- Feuilles adultes, à 5 lobes avec des sinus supérieurs profonds, un sinus pétiolaire en lyre étroite, des dents ogivales, étroites, en deux séries, un limbe aranéeux.

## Synonymes
Le schioppettino est connu sous les noms de pocalza et ribolla nera